# Dorn (Botanik)
Ein Dorn ist ein stechendes Gebilde an einer Pflanze, das an der Stelle eines Organs sitzt. Dornen sind also umgewandelte Sprossachsen, Blätter, Nebenblätter oder Wurzeln. Ihre Identität ist durch ihre Stellung zu erkennen, teilweise auch durch Übergangsbildungen. Dornen sind stets von Leitbündeln durchzogen. Dies unterscheidet sie von den ähnlichen Stacheln, die jedoch als Emergenz nur von Epidermis und Rindengewebe gebildet werden. Im allgemeinen Sprachgebrauch werden die beiden Begriffe gewöhnlich nicht entsprechend dieser Definition unterschieden, so besitzt eine Rose botanisch betrachtet nicht die sprichwörtlichen Dornen, sondern Stacheln.
Dornen dienen der Abwehr von Herbivoren und manchmal zum Klettern wie z. B. bei den Spreizklimmern.

## Dornenarten
- Sprossdornen sind bei heimischen Gehölzen meist umgebildete Kurzsprosse: Beispiele sind Schlehe (Prunus spinosa) und Weißdorne (Crataegus). Langtriebdornen bildet etwa der Kreuzdorn (Rhamnus cathartica).
- Blattdornen bildet die Berberitze (Berberis vulgaris). Hier sitzen die Blattdornen an Langtrieben, aus den Achseln der Dornen entstehen noch im selben Jahr beblätterte Kurzsprosse. Die Kakteengewächse bilden ebenfalls Blattdornen aus, die allerdings häufig Stacheln genannt werden. Es kann auch nur eine austretende Blattader einen Dorn bilden, bei manchen Disteln aus den Blattspitzen, beim Gemeinen Hohlzahn (Galeopsis tetrahit) aus dem Kelchzipfel.[2] Die aus einzelnen Fiederblättchen hervorgegangenen Dornen bei manchen kletternden Palmen, etwa Eremospatha, werden als Akanthophylle bezeichnet.[3]
- Nebenblattdornen (Stipulardornen) sind oft paarige, hornige bis verholzte Nebenblätter. Sie kommen beispielsweise bei der Robinie (Robinia pseudacacia), bei Akazien (Acacia) und beim Christusdorn (Paliurus spina-christi) vor.
- Wurzeldornen sind selten und kommen etwa bei den oberirdischen Teilen von sprossbürtigen Wurzeln einiger Palmen wie Acanthorrhiza, Cryosophila und Mauritia vor.

Dornen kommen sehr häufig bei Pflanzen auf Trockenstandorten vor, bei Xerophyten und Sukkulenten. Ein charakteristisches Beispiel ist die Gattung Wolfsmilch (Euphorbia), bei der verschiedene Dornenbildungen vorkommen: verbreitet Nebenblattdornen, daneben Langtriebdornen (Euphorbia lignosa, Euphorbia gariepina), sterile Blütenstandsstiele (Euphorbia horrida, Euphorbia enopla) und Blattbasendornen (Euphorbia hamata).

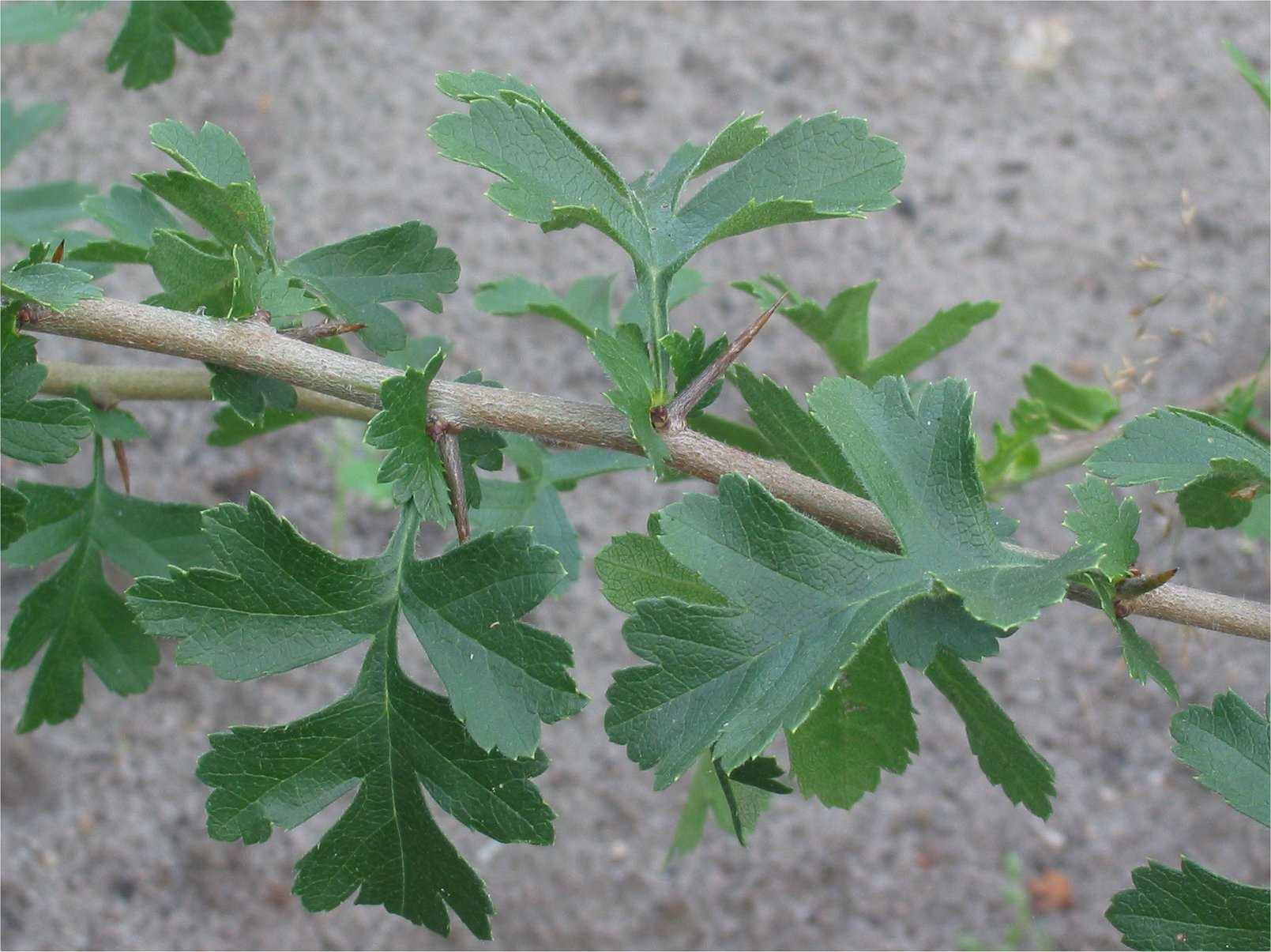
Sprossdornen (Kurztriebe) des Eingriffeligen Weißdorns (Crataegus monogyna)
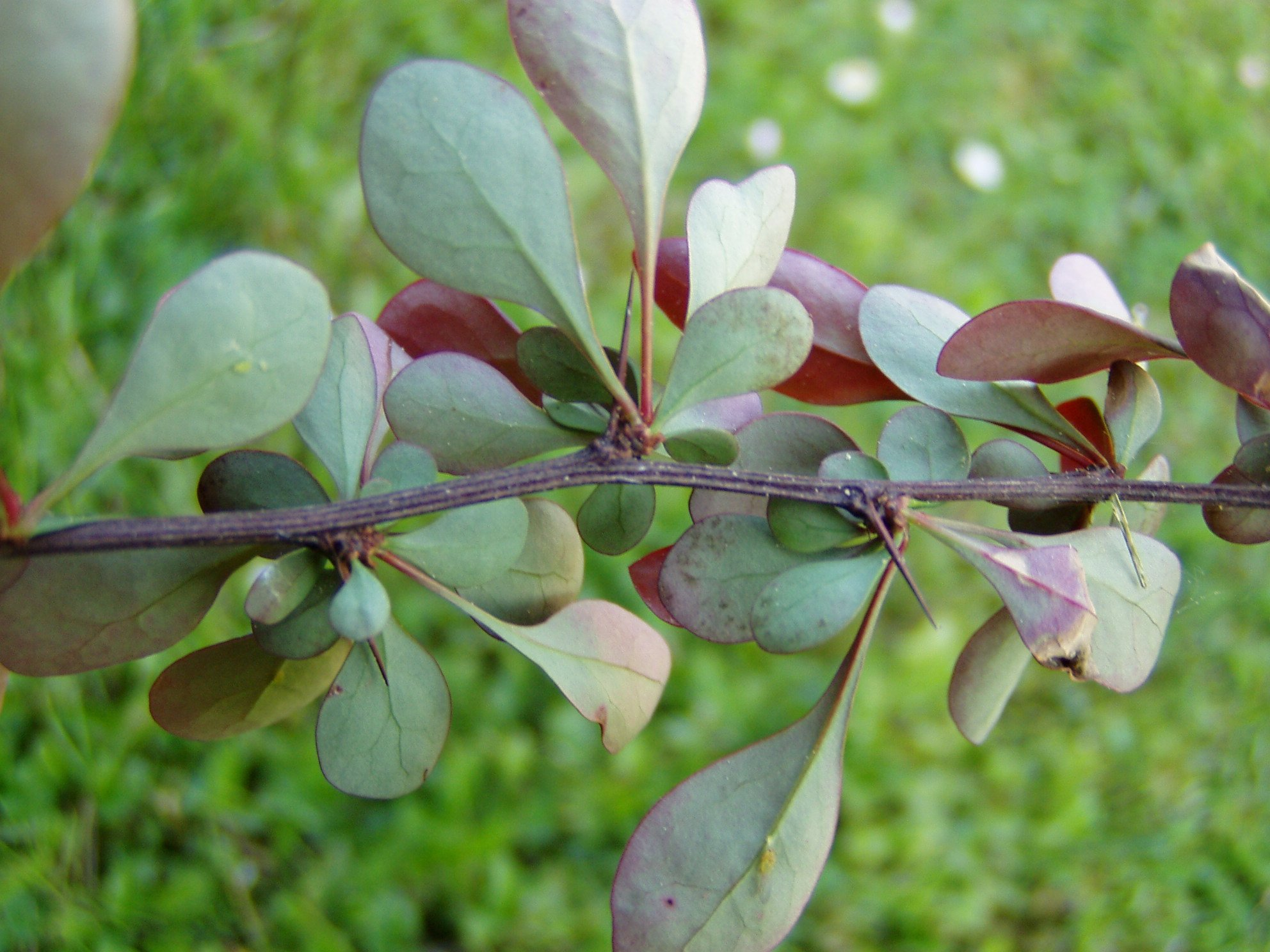
Blattdornen der Berberitze (Berberis vulgaris)
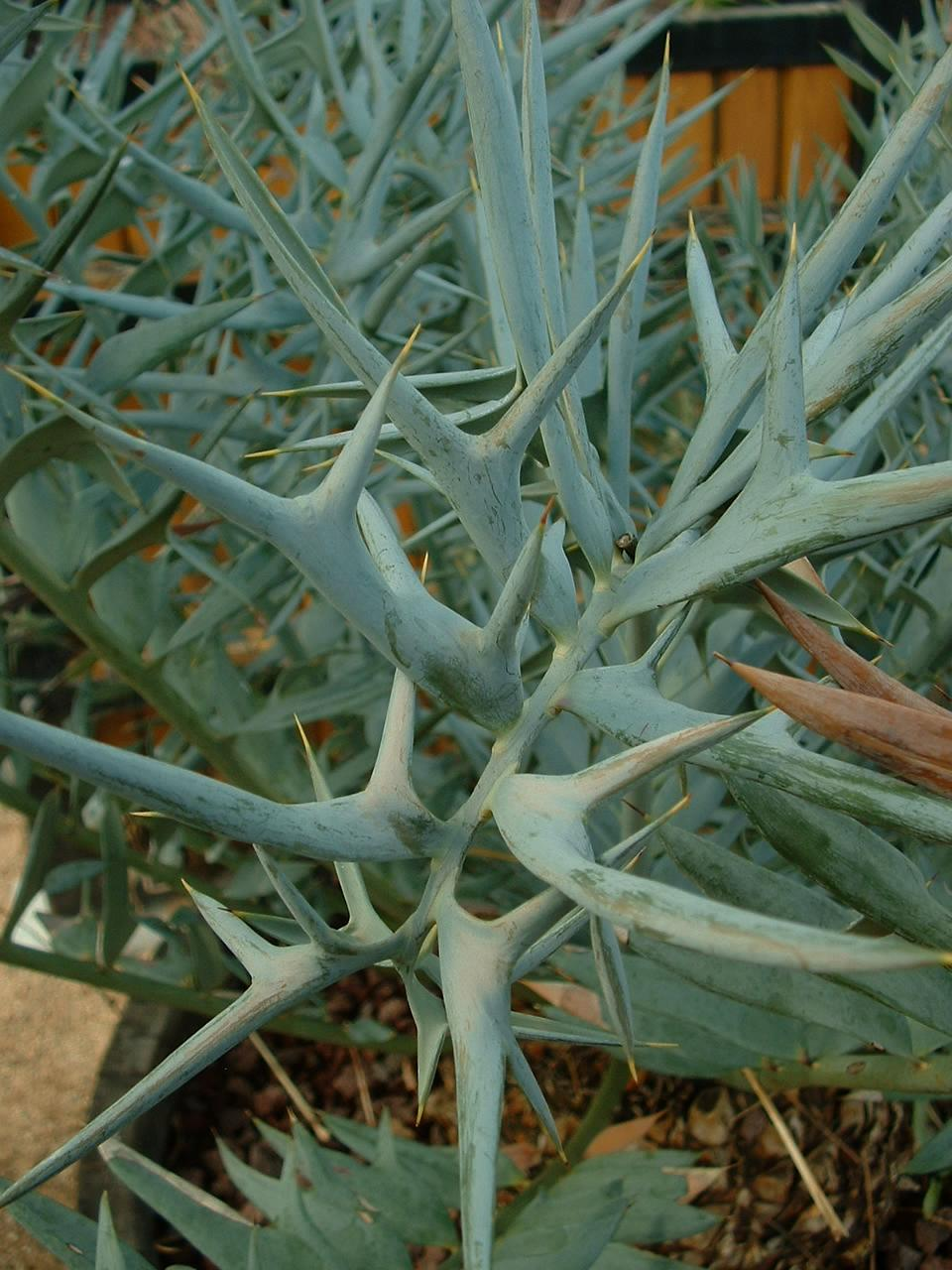
Zu Dornen umgebildete Fiederblättchen von Encephalartos horridus.
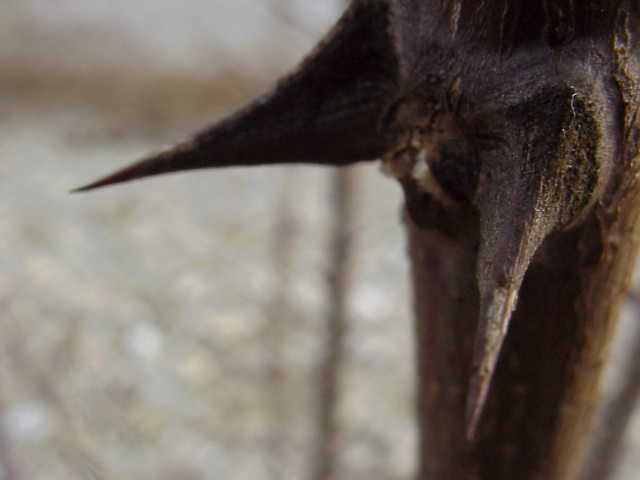
Junge Robinie mit 15 mm langen Stipulardornen (= Nebenblattdornen).

## Dornen in der Kunst

Dornhan/Ldkr. Rottweil mit Hahn

Wie die Rose als Symbol der Liebe gilt, stellen die Dornen (siehe die oben erwähnte Verwechslung mit Stacheln) jene des Leids dar. In der Bildenden Kunst sind sie auch ein häufiges florales Motiv für Verletzung und Blut – siehe auch die Dornenkrone Christi.
Auch die Lyrik verwendet die Dornen als solches Symbol, kennt aber auch zahlreiche Wortspiele und Sprichwörter dieses Inhalts. Einige Beispiele dafür:
- Theodor Storm (Juli): „Seine Ähren senkt das Korn / Rote Beere schwillt am Dorn“
- Redewendung: „ein Dorn im Auge sein“
- Sprichwort: „Keine Rose ohne Dornen“.

In der Heraldik zeigt das Gemeindewappen von Dörentrup mehrere Dornen. In Bad Homburg-Dornholzhausen oder Dornhan ist es redend.